# Des nouilles aux haricots noirs
Pour plus de détails, voir Fiche technique et Distribution.
Des nouilles aux haricots noirs (김씨 표류기, Kimssi pyoryugi), également connu sous son titre international Castaway on the Moon, est un film sud-coréen sorti en 2009 et réalisé par Lee Hae-joon.
Le titre coréen 김씨 표류기 (Kimssi pyoryugi) peut se traduire littéralement du coréen par « La dérive de Monsieur Kim » ou « La dérive de l'ami Kim ». Le titre international Castaway on the Moon peut se traduire par « naufragé sur la Lune ». Hors festivals, ce film est diffusé pour la première fois en France sur la chaine Arte le 26 février 2015 sous le titre Des nouilles aux haricots noirs.

## Synopsis
Kim Seong-geun, surendetté, tente de se suicider en sautant du haut d'un pont au-dessus du fleuve Han en plein cœur de Séoul. Il reprend connaissance sur une île déserte sans possibilité de retour à la civilisation. L'île se situe au milieu du fleuve, un pont routier passe au-dessus. 
De l'autre côté de la rivière, vit Kim Jung-yeon, une jeune femme qui habite dans un appartement avec ses parents mais qui n'est pas sortie de sa chambre depuis des années. Elle souffre manifestement d'hikikomori, s'imaginant une vie réelle via un blog mais restant coupée de la société actuelle. Elle aperçoit l'homme échoué alors qu'elle prend des clichés de la ville déserte pendant un entrainement des citoyens à une attaque aérienne. Jour après jour, elle observe les faits et gestes de Seong-geun.
Seong-geun retrouve peu à peu le gout de vivre en réapprenant les bases de l'existence, il devient à son insu une source d'inspiration pour la jeune asociale. Son objectif est de cultiver du maïs pour faire des nouilles. Jung-yeon se met à communiquer en lançant des messages du pont. Seong-geun répond en traçant des lettres dans le sable.
Après une tempête, des employés travaillant à l'assainissement du fleuve débarquent sur l'île pour la nettoyer. Ils embarquent Seong-geun qui tente de résister, et le ramènent en ville. Témoin de la scène à travers son appareil photo, Jung-yeon se précipite, et le retrouve de justesse.

## Fiche technique
- Titre : Des nouilles aux haricots noirs
- Titre original : 김씨 표류기 (Kimssi pyoryugi)
- Titre anglais : Castaway on the Moon
- Réalisation et scénario : Lee Hae-joon
- Photographie : Kim Byung-Seo
- Musique : Kim Hong-Jip
- Montage : Nam Na-Young
- Production : Kim Moo-Ryoung
- Sociétés de production : Film Production Banzakbanzak
- Pays d'origine :  Corée du Sud
- Langue originale : coréen
- Format : couleur - 2.35 Cinémascope - Dolby Digital
- Genre : comédie dramatique
- Durée : 1 h 50
- Dates de sortie :
  - Corée du Sud : 14 mai 2009
  - France : 11 mars 2010 (Festival de Deauville) ; 26 février 2015 (première télévisée sur Arte)

## Distribution
- Jung Jae-young (VF : Arnaud Bedouet) : Kim Seung-geun
- Jung Ryeo-won (VF : Chloé Stefani) : Kim Jung-yeon
- Park Young-seo : le livreur
- Yang Mi-kyung : la mère
- Min Kyeong-jin : le gardien de l'immeuble
- Jang Nam-yeok : le chauffeur de bus
- Lee Sang-hun : le père de Kim Seung-geun
- Jang So-yeon : l'ex-amie de Kim Seung-geun

Source version française : sous-titres générique. Diffusion : Arte

## Réception
Le film a été un relatif échec dans son pays d'origine, ayant attiré 724 987 spectateurs. Cependant, il a ensuite obtenu un important succès d'estime, recevant de nombreuses récompenses lors de festivals. 